# Andrei Arlovski
Andrei Valeryevich Arlovski (Babruysk, 4 de febrero de 1979) es un artista marcial mixto profesional y actor bielorruso que compitió en la categoría de peso pesado de Ultimate Fighting Championship (UFC), donde ha sido Campeón Mundial de Peso Pesado de UFC en una ocasión. Tiene el récord de más victorias (23) en la historia del peso pesado de UFC. Arlovski también ha competido para Strikeforce, WSOF, Affliction, EliteXC, ONE FC y M-1 Challenge .

## Primeros años
Arlovski nació en Babruisk, República Socialista Soviética de Bielorrusia (hoy Bielorrusia). Cuando era joven, los agresores se metían con él y le daban palizas. En 1994, cuando tenía 14 años de edad, finalmente tuvo suficiente y comenzó a levantar pesas para ganar masa muscular y, conseguir así, enfrentarse con sus acosadores. Era un interés en la aptitud personal y acondicionamiento que llevó a Arlovski a interesarse en los deportes de combate.
En 1999, Andrei ganó el Campeonato Europeo de Sambo Junior y el Campeonato Mundial Junior. No mucho tiempo después, Andrei se convirtió en el primer maestro del deporte y Maestro Internacional de Deportes. Obtuvo una medalla de plata en la Copa Mundial de Sambo y otra medalla de plata en el Campeonato Mundial de Sambo.
Arlovski comenzó a tomar un mayor interés en otras artes marciales, estudió kickboxing y así poder desarrollar sus habilidades sorprendentes para complementar sus habilidades de Sambo.

## Carrera de artes marciales mixtas

### Debut en UFC
Arlovski hizo su debut en la Ultimate Fighting Championship en UFC 28, derrotando a Aaron Brink por sumisión. Luego se enfrentó a los principales oponentes, perdiendo ante el futuro campeón de peso pesado de UFC Ricco Rodríguez y el contendiente de peso pesado Pedro Rizzo. A pesar de esas primeras derrotas, las victorias sobre el futuro campeón británico de peso semipesado de Cage Rage, Ian Freeman, y el futuro campeón de peso semipesado de la IFL, Vladimir Matyushenko, impulsaron a Arlovski de regreso a la élite de UFC.
En 2004, una lesión por un  accidente de moto sufrida por el entonces campeón de peso pesado de UFC, Frank Mir, llevó a la creación de un título interino de peso pesado. Se decidió que los dos principales contendientes de peso pesado se reunirían para declarar al campeón interino y el 5 de febrero de 2005, en UFC 51, Arlovski se enfrentó al ex campeón de peso pesado, Tim Sylvia. En la pelea, Arlovski finalmente conectó con un volado de derecha y derribó a Sylvia. En el suelo, Arlovski siguió con un candado de pierna que obligó a Sylvia a rendirse a los 47 segundos del primer asalto, convirtiendo a Arlovski en el nuevo campeón interino de peso pesado de UFC.
Arlovski pasó a defender su título interino el 4 de junio de 2005, en UFC 53, contra Justin Eilers. Arlovski ganó la pelea por nocaut técnico en el primer asalto. Después de la pelea, se reveló que Eilers había sufrido lesiones graves, incluida una nariz gravemente rota, dos manos rotas y un desgarro completo del ligamento cruzado anterior.
En octubre de 2005, Arlovski defendió una vez más su título en UFC 55 contra el principal contendiente Paul Buentello. Arlovski noqueó a Buentello a los 15 segundos del primer round. El 12 de agosto de 2005, UFC anunció que ahora reconocía a Arlovski como el campeón indiscutible de peso pesado, ya que Frank Mir no se había rehabilitado por completo de su accidente de motocicleta.
En una revancha con Tim Sylvia en UFC 59 el 15 de abril de 2006, Arlovski derribó a Sylvia con un golpe de derecha al principio del primer asalto. Sylvia pudo protegerse y se recuperó casi de inmediato. Mientras Arlovski intentaba rematar a Sylvia con un derechazo adelantado, Sylvia contraatacó con un uppercut corto de derecha al mentón, derribando a Arlovski al suelo. Sylvia siguió con golpes en el suelo hasta que el árbitro Herb Dean detuvo el combate a los 2:43 de la primera ronda.
La pelea de revancha entre Tim Sylvia y Arlovski tuvo lugar el 8 de julio de 2006, en UFC 61. En lo que resultó ser una batalla de desgaste de 5 asaltos, ninguno de los peleadores pudo noquear al otro, ni siquiera dar golpes realmente significativos. Al final, Sylvia ganó la pelea por decisión unánime. Más tarde se descubrió que durante la pelea, Arlovski había resultado gravemente herido por una patada bloqueada en la pierna en algún momento del segundo asalto que lo dejó incapaz de lanzar patadas por su cuenta o hacer intentos de derribo. Cuando un reportero lo confrontó sobre la lesión, Arlovski evitó responder directamente y solo dijo: "No quiero hablar sobre mis lesiones ni buscar otras excusas". No mucho después se reveló que Sylvia había sufrido una lesión cuando se desmayó en su habitación de hotel y, tras un examen en el hospital, los médicos descubrieron una conmoción cerebral.
Arlovski hizo su próxima aparición el 30 de diciembre de 2006, en UFC 66 contra el cinturón negro de Jiu-Jitsu brasileño Márcio Cruz. Después de ser derribado, pateó a Cruz en el hombro (lo cual es legal), pero el árbitro Herb Dean lo confundió con una patada en la cabeza (lo cual es ilegal). Cuando intervino el árbitro, decidió, debido a la insistencia de Cruz, permitir que ambos peleadores permanecieran en el suelo en lugar de ponerlos de pie, como es la práctica general. A partir de entonces, Arlovski golpeó a Cruz con un fuerte golpe en la barbilla y luego continuó golpeando a Cruz con puños de martillo hasta que se detuvo la pelea.
Arlovski luchó contra el veterano de PRIDE y dos veces campeón mundial de jiu-jitsu brasileño Fabrício Werdum en UFC 70, ganando por decisión unánime. Ambos peleadores mantuvieron la distancia durante la mayor parte de la pelea, lo que provocó que el árbitro les informara al comienzo del tercer asalto que le quitaría un punto al primer peleador que se retirara en ese asalto. Aunque Arlovski ganó la pelea por decisión unánime, se escucharon muchos abucheos de la multitud. Después de la pelea, Arlovski se disculpó con los fanáticos por no pelear durante los quince minutos completos.
Después de 11 meses de inactividad, Arlovski regresó al octágono en UFC 82 y derrotó a Jake O'Brien por nocaut técnico en la segunda ronda. Fue la primera derrota de MMA de O'Brien y la pelea final de Arlovski en su contrato con UFC.

### Affliction Entertainment
Después de dejar UFC, Arlovski firmó con Affliction, una promoción de MMA recién creada, y participó en su evento inaugural Affliction: Banned el 19 de julio de 2008. Luchó y derrotó al peleador de peso pesado mejor clasificado y ex destacado de peso pesado de IFL Ben Rothwell por KO en el ronda final de la pelea, poniendo fin a la racha de 13 peleas ganadas de Rothwell y dándole su primera derrota en más de 3 años.
Originalmente programado para enfrentar al ex campeón de peso pesado de UFC y mejor clasificado de peso pesado Josh Barnett en el evento principal del segundo pay-per-view de Affliction, Affliction: Day of Reckoning, el 11 de octubre de 2008, el evento se reprogramó y Arlovski se enfrentaría en su lugar contra el último campeón reinante de peso pesado de la IFL, Roy Nelson, en EliteXC: Heat el 4 de octubre de 2008, en Sunrise, Florida, en una promoción conjunta con EliteXC. Arlovski ganó la pelea por KO en el segundo asalto y en el proceso se convirtió en el único hombre en acabar con Nelson en su carrera de MMA en ese momento.
En enero de 2009, Arlovski se enfrentó al último campeón reinante de peso pesado de PRIDE, Fedor Emelianenko, en Affliction: Day of Reckoning. Arlovski lució excepcionalmente bien preparado y concentrado, pero a pesar de sus alentadores esfuerzos iniciales, Arlovski perdió la pelea por KO en el primer asalto luego de saltar con una rodilla de muy largo alcance y ser atrapado con un golpe de derecha.

### Strikeforce
El 6 de junio de 2009, Arlovski luchó contra el peso pesado Brett Rogers en Strikeforce: Lawler vs. Shields. Arlovski perdió la pelea por nocaut técnico en el primer asalto. Después de la derrota, en octubre de 2009, Arlovski comenzó a entrenar con el aclamado entrenador de MMA Greg Jackson. Arlovski fue un asistente destacado en Strikeforce: Emelianenko vs. Rogers, donde fue acosado por una multitud de fanáticos locales de Chicago. Arlovski firmó con Strikeforce y luchó contra el ex campeón de peso pesado de EliteXC Antônio Silva el 15 de mayo de 2010, en Strikeforce: Heavy Artillery. Después de 3 rondas de golpes contundentes de ambos y sin que ninguno de los peleadores cediera ante el otro, Arlovski perdió por decisión unánime.
Arlovski fue derrotado por Sergei Kharitonov por KO el 12 de febrero de 2011, como parte del Torneo del Gran Premio de Peso Pesado de Strikeforce. Fue su cuarta derrota consecutiva, tres de las cuales fueron por KO. El 17 de febrero de 2011, Arlovski publicó un video en su sitio web en el que habló durante más de una hora, diciendo repetidamente que no se retiraría en absoluto. Arlovski indicó que sus entrenadores le habían recomendado retirarse; sin embargo, Greg Jackson estaba en contra de su retiro. Arlovski se dedicó a entrenar exclusivamente con Greg Jackson en Nuevo México para reenfocarse en su carrera de MMA y hacer los cambios necesarios para volver a la normalidad.

### ProElite
Después de varios meses de un programa de entrenamiento agotador en Nuevo México con Greg Jackson y Jon Jones, Shane Carwin y Travis Browne, Arlovski encabezó  el evento ProElite 1 el 27 de agosto en el Neal S. Blaisdell Center en Honolulu, Hawái contra el peso pesado Ray López. Arlovski ganó por nocaut técnico en el tercer asalto luego de dominar a López durante toda la pelea.
Arlovski se enfrentó al veterano de más de 300 peleas Travis Fulton en ProElite 2 en noviembre, sirviendo como evento principal. Arlovski ganó la pelea por KO en la cabeza en el último segundo del tercer asalto. Fue un nocaut que hizo que Fulton, que nunca había sido noqueado, recuperara el conocimiento unos 5 minutos después de que se detuviera la pelea. Fulton luego admitió ante Arlovski en el vestidor que nunca había sido golpeado tan fuerte en sus 300 peleas.

### ONE Fighting Championship
A mediados de julio de 2012, se anunció que Arlovski había firmado con la promoción ONE Fighting Championship con sede en Asia. Originalmente, Arlvoski estaba programado para luchar contra Soa Palelei, pero Soa Palelei fue reemplazado más tarde por Tim Sylvia. La promoción anunció rápidamente que Arlovski se enfrentaría a Tim Sylvia en su debut, marcando la cuarta vez que los dos luchadores se enfrentaron.
Arlovski y Sylvia se enfrentaron en ONE Fighting Championship: Pride of a Nation el 31 de agosto de 2012, en Manila. La pelea entre Arlovski y Tim Sylvia terminó sin resultado debido a una "soccer kick" ilegal de Arlovski. De acuerdo con las reglas de ONE FC, las  "soccer kick" son legales solo si el árbitro autoriza al peleador a hacerlo después de determinar que el peleador castigado aún puede defenderse inteligentemente. Arlovski no recibió tal autorización y, por lo tanto, la patada se consideró ilegal. Cuatro días después, One FC eliminó esta restricción. Este cambio de regla, si se hubiera aplicado antes de la pelea, habría resultado en que Arlovski ganara por nocaut técnico. Arlovski había derribado a Tim Sylvia con golpes antes de conectar las patadas ilegales que hicieron que el árbitro detuviera la pelea.

### World Series of Fighting
Arlovski encabezó el evento inaugural de WSOF contra el también veterano de Strikeforce Devin Cole, el 3 de noviembre de 2012 en WSOF 1. El evento se transmitió en directo por NBC Sports. Él ganó la pelea por nocaut técnico en la primera ronda.
Arlovski se enfrentó a Anthony Johnson en el evento principal en WSOF 3 el 23 de marzo de 2013. Él perdió la pelea por decisión unánime.
Arlovski reemplazó al lesionado Anthony Johnson contra Mike Kyle en WSOF 5 el 14 de septiembre de 2013. Él ganó la pelea por decisión unánime.

### Regreso a UFC

#### 2014
El 24 de abril de 2014, fue confirmado por múltiples sitios web de medios que Arlovski había concedido su salida de WSOF para regresar a UFC.
En su primer combate de regreso, Arlovski se enfrentó a Brendan Schaub en UFC 174 el 14 de junio de 2014. Ganó la pelea por decisión dividida.
Arlovski se enfrentó a Antônio Silva el 13 de septiembre de 2014 en UFC Fight Night 51. Ganó la pelea por nocaut en la primera ronda, ganando así el premio a la Actuación de la Noche.

#### 2015
Arlovski enfrentó a Travis Browne el 23 de mayo de 2015, en UFC 187. Ganó la pelea por nocaut técnico en la primera ronda. Tras el evento, ambos peleadores ganaron el premio a la Pelea de la Noche.
Arlovski enfrentó a Frank Mir El 5 de septiembre de 2015, en UFC 191. Ganó la pelea por decisión unánime.

#### 2016
Arlovski enfrentó a Stipe Miočić el 2 de enero de 2016, en UFC 195. Perdió la pelea por nocaut técnico en el primer asalto.
Arlovski enfrentó a Alistair Overeem el 8 de mayo de 2016 en UFC Fight Night 87. Perdió la pelea por nocaut técnico en la segunda ronda.
Arlovski enfrentó a Josh Barnett el 3 de septiembre de 2016, en UFC Fight Night 93. Perdió la pelea por sumisión en el tercer asalto. Ambos peleadores recibieron el premio por la Pelea de la Noche.

#### 2017
Arlovski enfrentó a Francis Ngannou el 28 de enero de 2017, en UFC on Fox 23. Perdió la pelea por TKO en el primer asalto.
Arlovski enfrentó a Marcin Tybura el 17 de junio de 2017, en UFC Fight Night 111. Perdió la pelea por decisión unánime.
Después de cinco derrotas consecutivas, Arlovski reubicó su entrenamiento al American Top Team.
Arlovski enfrentó a Júnior Albini el 11 de noviembre de 2017, en UFC Fight Night: Poirier vs. Pettis. Ganó la pelea por decisión unánime.

#### 2018
Arlovski enfrentó a Stefan Struve el 3 de marzo de 2018, en UFC 222. Ganó la pelea por decisión unánime.
Arlovski enfrentó a Tai Tuivasa el 9 de junio de 2018, en UFC 225 . Perdió la pelea por una controversial decisión unánime.
Arlovski enfrentó a Shamil Abdurakhimov el 15 de septiembre de 2018, en UFC Fight Night 136. Perdió la pelea por decisión unánime.
Arlovski enfrentó a Walt Harris el 29 de diciembre de 2018, en UFC 232. Perdió la pelea por decisión dividida.

#### 2019
Arlovski enfrentó a Ben Rothwell el 20 de julio de 2019, en UFC on ESPN 4. Ganó la pelea por decisión unánime y estableció el récord por la mayor cantidad de victorias en la historia de peso pesado de UFC con 17.

#### 2020
Arlovski estaba programado para enfrentar a Philipe Lins el 2 de mayo de 2020, en UFC Fight Night: Hermansson vs. Weidman. Sin embargo, el 9 de abril , Dana White, el presidente de UFC anunció que el evento sería pospuesto por la pandemia del COVID-19. La pelea fue reprogramada para el 13 de mayo de 2020, en UFC Fight Night: Smith vs. Teixeira. Ganó la pelea por decisión unánime.
Arlovski estaba programado para enfrentar a Tanner Boser el 4 de octubre de 2020, en UFC on ESPN: Holm vs. Aldana. Sin embargo, una enfermedad de Arlovski retrasó la pelea cuatro semanas para  UFC on ESPN: Santos vs. Teixeira. Arlovski ganó la pelea por decisión unánime.

#### 2021
Arlovski enfrentó a Chase Sherman, reemplazando a Parker Porter, el 17 de abril de 2021, en UFC on ESPN 22. Ganó la pelea por decisión unánime.
Arlovski enfrentó a Carlos Felipe el 16 de octubre de 2021, en UFC Fight Night: Ladd vs. Dumont. Ganó el combate por decisión unánime.

#### 2022
Arlovski enfrentó Jared Vanderaa el 12 de febrero de 2022, en UFC 271. Ganó la pelea por decisión dividida. 18 de 18 medios especializados le dieron la pelea a Arlovski.
Arlovski enfrentó a Jake Collier el 30 de abril de 2022, en UFC Fight Night: Font vs. Vera. Ganó la pelea por decisión dividida.
Arlovski enfrentó a Marcos Rogério de Lima el 29 de octubre de 2022, en UFC Fight Night: Kattar vs. Allen. Perdió la pelea por sumisión en el primer asalto.

#### 2023
Arlovski enfrentó a Don'Tale Mayes el 3 de junio de 2023, en UFC on ESPN 46. Perdió la pelea por TKO en el segundo asalto.

#### 2024
Arlovski enfrentó a Waldo Cortés-Acosta el 13 de enero de 2024, en UFC Fight Night 234. Perdió la pelea por decisión unánime.
Arlovski estaba programado para enfrentarse a Martin Buday el 15 de junio de 2024 en UFC Fight Night 242. Sin embargo, por razones desconocidas, se enfrentó a Buday en UFC 303, el 29 de junio de 2024. Arlovski perdió la pelea por decisión dividida.
El 30 de junio de 2024, se informó que Arlovski peleó su última pelea en UFC en UFC 303 y no volverá a firmar con UFC.

## Vida personal
Arlovski reside en Chicago con su esposa, su hijo y su pitbull terrier Maximus. Es un cristiano ortodoxo. Arlovski hizo un anuncio de servicio público contra las peleas de perros con Maximus y lo calificó de inhumano y de tortura. Arlovski dijo que eligió su apodo Pitbull por las cualidades positivas que tienen estos perros.

## Carrera de actor
Arlovski debutó en el cine en 2006 en la película 8 of Diamonds. Protagonizó Universal Soldier: Regeneration en 2009, junto con Jean-Claude van Damme y Dolph Lundgren. En la película, interpreta a un "NGU", una nueva generación de UniSol en el papel principal de "chico malo". La película fue lanzada directamente a vídeo, el 2 de febrero de 2010 en los Estados Unidos. Arlovski también tuvo un papel en la secuela de la película Soldado universal - Universal Soldier: Day of Reckoning, estrenada en los cines el 30 de noviembre de 2012.
En 2015, Arlovski apareció en el programa de televisión Limitless en el episodio 7 "Brian Finch's Black Op". Arlovski desempeñó el papel de presunto terrorista perseguido por la CIA. El programa se emitió originalmente el 3 de noviembre de 2015.
Arlovski apareció en el programa Bully Beatdown de MTV de Mayhem Miller , en el que venció al "matón", ganando así a las "víctimas" 10.000 dólares.
En 2018, Arlovski tuvo un pequeño papel como matón junto a Denzel Washington en la escena inicial de The Equalizer 2.

## Campeonatos y logros

### Artes marciales mixtas
- Ultimate Fighting Championship
  - Campeón de Peso Pesado de UFC (Una vez)
  - Campeón Interino de Peso Pesado de UFC (Una vez)
  - Actuación de la Noche (Una vez)
  - Pelea de la Noche (Una vez)
  - Empatado (Randy Couture, Brock Lesnar, Tim Sylvia y Caín Velásquez) en segunda mayor cantidad de defensas consecutivas del título de Peso Pesado (2)
  - Empatado (con Caín Velásquez) en mayor número de KO/TKO en la división de Peso Pesado (9)[79]
  - Segundo mayor número de victorias en la división de Peso Pesado en la historia de UFC (14)[79]

### Sambo
- European Youth Sambo
  - Campeón Europeo de Youth Sambo

- World Cup
  - 2ºlugar en la Copa Mundial en Sambo

- World Sambo Championship
  - 2ºlugar en el Campeonato Mundial de Sambo

## Registro en artes marciales mixtas
| Registro profesional | Registro profesional | Registro profesional |
| 60 peleas            | 34 victorias         | 24 derrotas          |
| -------------------- | -------------------- | -------------------- |
| Nocaut               | 17                   | 12                   |
| Sumisión             | 3                    | 3                    |
| Decisión             | 14                   | 9                    |
| Sin resultado        | 2                    | 2                    |

| Resultado     | Récord    | Oponente               | Método                                     | Evento                                 | Fecha                    | Ronda | Tiempo | Localización                  | Notas |
| ------------- | --------- | ---------------------- | ------------------------------------------ | -------------------------------------- | ------------------------ | ----- | ------ | ----------------------------- | --- |
| Derrota       | 34–24 (2) | Martin Buday           | Decisión (dividida)                        | UFC 303                                | 29 de junio de 2024      | 3     | 5:00   | Las Vegas, Nevada             | |
| Derrota       | 34–23 (2) | Waldo Cortés-Acosta    | Decisión (unánime)                         | UFC Fight Night: Ankalaev vs. Walker 2 | 13 de enero de 2024      | 3     | 5:00   | Las Vegas, Nevada             | |
| Derrota       | 34–22 (2) | Don'Tale Mayes         | TKO (golpes)                               | UFC on ESPN: Kara-France vs. Albazi    | 3 de junio de 2023       | 2     | 3:17   | Las Vegas, Nevada             | |
| Derrota       | 34–21 (2) | Marcos Rogério de Lima | Sumisión (rear-naked choke)                | UFC Fight Night: Kattar vs. Allen      | 29 de octubre de 2022    | 1     | 1:50   | Las Vegas, Nevada             | |
| Victoria      | 34–20 (2) | Jake Collier           | Decisión (dividida)                        | UFC Fight Night: Font vs. Vera         | 30 de abril de 2022      | 3     | 5:00   | Las Vegas, Nevada             | |
| Victoria      | 33–20 (2) | Jared Vanderaa         | Decisión (dividida)                        | UFC 271                                | 12 de febrero de 2022    | 3     | 5:00   | Houston, Texas                | |
| Victoria      | 32–20 (2) | Carlos Felipe          | Decisión (unánime)                         | UFC Fight Night: Ladd vs. Dumont       | 16 de octubre de 2021    | 3     | 5:00   | Las Vegas, Nevada             | |
| Victoria      | 31–20 (2) | Chase Sherman          | Decisión (unánime)                         | UFC on ESPN: Whittaker vs. Gastelum    | 17 de abril de 2021      | 3     | 5:00   | Las Vegas, Nevada             | |
| Derrota       | 30–20 (2) | Tom Aspinall           | Sumisión (rear-naked choke)                | UFC Fight Night: Blaydes vs. Lewis     | 20 de febrero de 2021    | 2     | 1:09   | Las Vegas, Nevada             | |
| Victoria      | 30–19 (2) | Tanner Boser           | Decisión (unánime)                         | UFC on ESPN: Santos vs. Teixeira       | 7 de noviembre de 2020   | 3     | 5:00   | Las Vegas, Nevada             | |
| Victoria      | 29–19 (2) | Philipe Lins           | Decisión (unánime)                         | UFC Fight Night: Smith vs. Teixeira    | 13 de mayo de 2020       | 3     | 5:00   | Jacksonville, Florida         | |
| Derrota       | 28–19 (2) | Jairzinho Rozenstruik  | KO (puñetazo)                              | UFC 244                                | 2 de noviembre de 2019   | 1     | 0:29   | Ciudad de Nueva York          | |
| Victoria      | 28–18 (2) | Ben Rothwell           | Decisión (unánime)                         | UFC on ESPN: dos Anjos vs. Edwards     | 20 de julio de 2019      | 3     | 5:00   | San Antonio, Texas            | |
| Derrota       | 27–18 (2) | Augusto Sakai          | Decisión (dividida)                        | UFC Fight Night: Jacaré vs. Hermansson | 27 de abril de 2019      | 3     | 5:00   | Sunrise, Florida              | |
| Sin resultado | 27–17 (2) | Walt Harris            | Sin resultado (revertido)                  | UFC 232                                | 29 de diciembre de 2018  | 3     | 5:00   | Inglewood, California         | Originalmente victoria por decisión dividida para Harris; cambiado después de que Harris fallara la prueba de drogas posterior a la pelea por la sustancia prohibida LGB4033. |
| Derrota       | 27–17 (1) | Shamil Abdurakhimov    | Decisión (unánime)                         | UFC Fight Night: Hunt vs. Oliynyk      | 15 de septiembre de 2018 | 3     | 5:00   | Moscú                         | |
| Derrota       | 27–16 (1) | Tai Tuivasa            | Decisión (unánime)                         | UFC 225                                | 9 de junio de 2018       | 3     | 5:00   | Chicago, Illinois             | |
| Victoria      | 27–15 (1) | Stefan Struve          | Decisión (unánime)                         | UFC 222                                | 3 de marzo de 2018       | 3     | 5:00   | Las Vegas, Nevada             | |
| Victoria      | 26–15 (1) | Júnior Albini          | Decisión (unánime)                         | UFC Fight Night: Poirier vs. Pettis    | 11 de noviembre de 2017  | 3     | 5:00   | Norfolk, Virginia             | |
| Derrota       | 25–15 (1) | Marcin Tybura          | Decisión (unánime)                         | UFC Fight Night: Holm vs. Correia      | 17 de junio de 2017      | 3     | 5:00   | Singapur                      | |
| Derrota       | 25–14 (1) | Francis Ngannou        | TKO (golpes)                               | UFC on Fox: Shevchenko vs. Peña        | 28 de enero de 2017      | 1     | 1:32   | Denver, Colorado              | |
| Derrota       | 25–13 (1) | Josh Barnett           | Sumisión (rear-naked choke)                | UFC Fight Night: Arlovski vs. Barnett  | 3 de septiembre de 2016  | 3     | 2:56   | Hamburgo                      | |
| Derrota       | 25–12 (1) | Alistair Overeem       | TKO (patada frontal en salto y golpes)     | UFC Fight Night: Overeem vs. Arlovski  | 8 de mayo de 2016        | 2     | 1:12   | Róterdam                      | |
| Derrota       | 25–11 (1) | Stipe Miočić           | TKO (golpes)                               | UFC 195                                | 2 de enero de 2016       | 1     | 0:54   | Las Vegas, Nevada             | |
| Victoria      | 25–10 (1) | Frank Mir              | Decisión (unánime)                         | UFC 191                                | 5 de septiembre de 2015  | 3     | 5:00   | Las Vegas, Nevada             | |
| Victoria      | 24–10 (1) | Travis Browne          | TKO (golpes)                               | UFC 187                                | 23 de mayo de 2015       | 1     | 4:41   | Las Vegas, Nevada             | Pelea de la Noche. |
| Victoria      | 23–10 (1) | Antônio Silva          | KO (golpes)                                | UFC Fight Night: Bigfoot vs. Arlovski  | 13 de septiembre de 2014 | 1     | 2:59   | Brasilia                      | Actuación de la Noche. |
| Victoria      | 22–10 (1) | Brendan Schaub         | Decisión (dividida)                        | UFC 174                                | 14 de junio de 2014      | 3     | 5:00   | Vancouver                     | |
| Victoria      | 21–10 (1) | Andreas Kraniotakes    | TKO (golpes)                               | Fight Nights: Battle on Nyamiha        | 29 de noviembre de 2013  | 2     | 3:14   | Minsk                         | |
| Victoria      | 20–10 (1) | Mike Kyle              | Decisión (unánime)                         | WSOF 5                                 | 14 de septiembre de 2013 | 3     | 5:00   | Atlantic City, Nueva Jersey   | |
| Derrota       | 19–10 (1) | Anthony Johnson        | Decisión (unánime)                         | WSOF 2                                 | 3 de marzo de 2013       | 3     | 5:00   | Atlantic City, Nueva Jersey   | |
| Victoria      | 19–9 (1)  | Mike Hayes             | Decisión (unánime)                         | Fight Nights: Battle of Moscow 9       | 16 de diciembre de 2012  | 3     | 5:00   | Moscú                         | |
| Victoria      | 18–9 (1)  | Devin Cole             | TKO (golpes)                               | WSOF 1                                 | 3 de noviembre de 2012   | 1     | 2:37   | Las Vegas, Nevada             | WSOF debut. |
| Sin resultado | 17–9 (1)  | Tim Sylvia             | Sin resultado (patadas de fútbol ilegales) | ONE FC: Pride of a Nation              | 31 de agosto de 2012     | 2     | 4:46   | Ciudad Quezón                 | |
| Victoria      | 17–9      | Travis Fulton          | KO (patada a la cabeza)                    | ProElite II                            | 5 de noviembre de 2011   | 3     | 4:59   | Moline, Illinois              | |
| Victoria      | 16–9      | Ray López              | TKO (golpes)                               | ProElite I                             | 27 de agosto de 2011     | 3     | 2:43   | Honolulu, Hawái               | |
| Derrota       | 15–9      | Sergei Kharitonov      | KO (golpes)                                | Strikeforce: Fedor vs. Silva           | 12 de febrero de 2011    | 1     | 2:49   | East Rutherford, Nueva Jersey | GP 2011 Strikeforce de Peso Pesado (Cuartos de final). |
| Derrota       | 15–8      | Antônio Silva          | Decisión (unánime)                         | Strikeforce: Heavy Artillery           | 15 de mayo de 2010       | 3     | 5:00   | San Luis, Misuri              | |
| Derrota       | 15–7      | Brett Rogers           | TKO (golpes)                               | Strikeforce: Lawler vs. Shields        | 6 de junio de 2009       | 1     | 0:22   | San Luis, Misuri              | Strikeforce debut. |
| Derrota       | 15–6      | Fedor Emelianenko      | KO (golpe)                                 | Affliction: Day of Reckoning           | 24 de enero de 2009      | 1     | 3:14   | Anaheim, California           | |
| Victoria      | 15–5      | Roy Nelson             | KO (golpe)                                 | EliteXC: Heat                          | 4 de octubre de 2008     | 2     | 1:46   | Sunrise, Florida              | |
| Victoria      | 14–5      | Ben Rothwell           | KO (golpes)                                | Affliction: Banned                     | 19 de julio de 2008      | 3     | 1:13   | Anaheim, California           | |
| Victoria      | 13–5      | Jake O'Brien           | TKO (golpes)                               | UFC 82                                 | 1 de marzo de 2008       | 2     | 4:17   | Columbus, Ohio                | |
| Victoria      | 12–5      | Fabrício Werdum        | Decisión (unánime)                         | UFC 70                                 | 21 de abril de 2007      | 3     | 5:00   | Mánchester                    | |
| Victoria      | 11–5      | Márcio Cruz            | TKO (golpes)                               | UFC 66                                 | 30 de diciembre de 2006  | 1     | 3:15   | Las Vegas, Nevada             | |
| Derrota       | 10–5      | Tim Sylvia             | Decisión (unánime)                         | UFC 61                                 | 8 de julio de 2006       | 5     | 5:00   | Las Vegas, Nevada             | Por el Campeonato de Peso Pesado de UFC. |
| Derrota       | 10–4      | Tim Sylvia             | TKO (golpes)                               | UFC 59                                 | 15 de abril de 2006      | 1     | 2:43   | Anaheim, California           | Perdió el Campeonato de Peso Pesado de UFC. |
| Victoria      | 10–3      | Paul Buentello         | KO (golpe)                                 | UFC 55                                 | 7 de octubre de 2005     | 1     | 0:15   | Uncasville, Connecticut       | Defendió el Campeonato de Peso Pesado de UFC. |
| Victoria      | 9–3       | Justin Eilers          | TKO (golpes)                               | UFC 53                                 | 4 de junio de 2005       | 1     | 4:10   | Atlantic City, Nueva Jersey   | Defendió el Campeonato Interino de Peso Pesado de UFC; Más tarde promovido a Campeón de Peso Pesado de UFC.                                                                   |
| Victoria      | 8–3       | Tim Sylvia             | Sumisión (achilles lock)                   | UFC 51                                 | 5 de febrero de 2005     | 1     | 0:47   | Las Vegas, Nevada             | Ganó el Campeonato Interino de Peso Pesado de UFC. |
| Victoria      | 7–3       | Wesley Correira        | TKO (golpes)                               | UFC 47                                 | 2 de abril de 2004       | 2     | 1:15   | Las Vegas, Nevada             | |
| Victoria      | 6–3       | Vladimir Matyushenko   | KO (golpe)                                 | UFC 44                                 | 26 de septiembre de 2003 | 1     | 2:10   | Las Vegas, Nevada             | |
| Victoria      | 5–3       | Ian Freeman            | TKO (golpes)                               | UFC 40                                 | 22 de noviembre de 2002  | 1     | 1:25   | Las Vegas, Nevada             | |
| Derrota       | 4–3       | Pedro Rizzo            | KO (golpes)                                | UFC 36                                 | 22 de marzo de 2002      | 3     | 1:45   | Las Vegas, Nevada             | |
| Derrota       | 4–2       | Ricco Rodríguez        | TKO (golpes)                               | UFC 32                                 | 29 de junio de 2001      | 3     | 1:23   | East Rutherford, Nueva Jersey | |
| Victoria      | 4–1       | Aaron Brink            | Sumisión (armbar)                          | UFC 28                                 | 17 de noviembre de 2000  | 1     | 0:55   | East Rutherford, Nueva Jersey | UFC debut. |
| Victoria      | 3–1       | John Dixson            | KO (golpe)                                 | Super Fight                            | 13 de mayo de 2000       | 1     | 0:13   | San Petersburgo               | |
| Victoria      | 2–1       | Roman Zentsov          | TKO (golpes)                               | M-1 MFC - European Championship 2000   | 9 de abril de 2000       | 1     | 1:18   | San Petersburgo               | |
| Victoria      | 1–1       | Michael Tielrooy       | Sumisión (guillotine choke)                | M-1 MFC - European Championship 2000   | 9 de abril de 2000       | 1     | 1:25   | San Petersburgo               | |
| Derrota       | 0–1       | Viacheslav Datsik      | KO (golpe)                                 | M-1 MFC - World Championship 1999      | 9 de abril de 1999       | 1     | 6:05   | San Petersburgo               | |

## Peleas en Pay-per-view
| N.º | Evento                   | Pelea                        | Fecha                | Sede                                      | Ciudad                     | Compras de PPV |
| --- | ------------------------ | ---------------------------- | -------------------- | ----------------------------------------- | -------------------------- | -------------- |
| 1.  | Arlovski vs. Eilers      | UFC 53                       | 4 de junio de 2005   | Atlantic City, New Jersey, Estados Unidos | Boardwalk Hall             | 90,000         |
| 2.  | Arlovski vs. Buentello   | UFC 55                       | 7 de octubre de 2006 | Atlantic City, New Jersey, Estados Unidos | Boardwalk Hall             | 125,000        |
| 3.  | Arlovski vs. Sylvia 2    | UFC 59                       | 15 de abril de 2006  | Anaheim, California, Estados Unidos       | Arrowhead Pond             | 425,000        |
| 4.  | Sylvia vs. Arlovski 3    | UFC 61                       | 8 de julio de 2006   | Las Vegas, Nevada, Estados Unidos         | Mandalay Bay Events Center | 775,000        |
| 5.  | Emelianenko vs. Arlovski | Affliction: Day of Reckoning | 24 de enero de 2009  | Anaheim, California, Estados Unidos       | Honda Center               | 175,000        |